# بارو (ألاسكا)
إنوبياك ؛ بارو (بالإنجليزية:  Utqiaġvik, Alaska)‏ هي مدينة تقع في ولاية ألاسكا في الولايات المتحدة. تبلغ مساحة هذه المدينة 55.2 (كم²)، وترتفع عن سطح البحر 3 م، بلغ عدد سكانها 4,212 نسمة في عام 2010 حسب إحصاء مكتب تعداد الولايات المتحدة.
في استفتاء أجري في أكتوبر عام 2016 ، وافق الناخبون في المدينة بفارق ضئيل على تغيير اسم المدينة من بارو Barrow إلى اسم إنوبياك Iñupiaq التقليدي أو إنيبياك Utqiaġvik. كان أمام الحاكم 45 يومًا للحكم بشأن تغيير الاسم وتم تبنيه رسميًا في 1 ديسمبر 2016. وصف عضو مجلس المدينة تغيير الاسم بأنه يدعم استخدام لغة إنيوبياك وكونه جزءًا من عملية إنهاء الاستعمار.
اعتبارا من تعداد الولايات المتحدة لعام 2010 ، كان هناك 4212 شخص يعيشون في المدينة. وكان التركيب العرقي للمدينة 60.5 ٪ من سكان ألاسكا الأصليين، و 16.2 ٪ من القوقاز ، و 0.9 ٪ من أفريقيا ، و 8.9 ٪ من آسيا ، و 2.3 ٪ من سكان جزر المحيط الهادئ و 8.1 ٪ ينحدرون من سلالتين أو أكثر. وكان 3.1 ٪ من أصل إسباني أو لاتيني.
المدينة هي المكان المناسب لسلسلة من كتب الرعب المصورة بعنوان (30 يومًا من الليل) . تتركز القصص على مصاصي الدماء الذين يستفيدون من ليلة قطبية سنوية مدتها شهر في البلدة ليقتلوا ويطعموا بالسيطرة على المدينة، حيث يذبحون معظم سكان البلدة. تم إصدار فيلم لقي ناجحاً تجاريًا، تم تسميته استناداً على عنوان الكتب المصورة بتاريح 19 أكتوبر 2007 ، تلاه تتابع للسلسلة عام 2010.

## المناخ
يظهر الجدول التالي التغييرات المناخية على مدار السنة لبارو:
| البيانات المناخية لـبارو                             | البيانات المناخية لـبارو | البيانات المناخية لـبارو | البيانات المناخية لـبارو | البيانات المناخية لـبارو | البيانات المناخية لـبارو | البيانات المناخية لـبارو | البيانات المناخية لـبارو | البيانات المناخية لـبارو | البيانات المناخية لـبارو | البيانات المناخية لـبارو | البيانات المناخية لـبارو | البيانات المناخية لـبارو | البيانات المناخية لـبارو |
| الشهر                                                | يناير                    | فبراير                   | مارس                     | أبريل                    | مايو                     | يونيو                    | يوليو                    | أغسطس                    | سبتمبر                   | أكتوبر                   | نوفمبر                   | ديسمبر                   | المعدل السنوي            |
| ---------------------------------------------------- | ------------------------ | ------------------------ | ------------------------ | ------------------------ | ------------------------ | ------------------------ | ------------------------ | ------------------------ | ------------------------ | ------------------------ | ------------------------ | ------------------------ | ------------------------ |
| الدرجة القصوى °ف (°م)                                | 36 (2)                   | 38 (3)                   | 34 (1)                   | 42 (6)                   | 47 (8)                   | 73 (23)                  | 79 (26)                  | 76 (24)                  | 62 (17)                  | 44 (7)                   | 39 (4)                   | 34 (1)                   | 79 (26)                  |
| الحد الأقصى المتوسط °ف (°م)                          | 17.9 (−7.8)              | 16.2 (−8.8)              | 16.6 (−8.6)              | 27.3 (−2.6)              | 38.2 (3.4)               | 57.6 (14.2)              | 65.6 (18.7)              | 61.4 (16.3)              | 50.2 (10.1)              | 34.3 (1.3)               | 24.6 (−4.1)              | 20.3 (−6.5)              | 67.5 (19.7)              |
| متوسط درجة الحرارة الكبرى °ف (°م)                    | −7.3 (−21.8)             | −8.0 (−22.2)             | −6.1 (−21.2)             | 8.5 (−13.1)              | 25.8 (−3.4)              | 40.5 (4.7)               | 46.9 (8.3)               | 43.9 (6.6)               | 35.8 (2.1)               | 21.8 (−5.7)              | 6.2 (−14.3)              | −1.8 (−18.8)             | 17.3 (−8.2)              |
| متوسط درجة الحرارة الصغرى °ف (°م)                    | −19.5 (−28.6)            | −20.4 (−29.1)            | −19.2 (−28.4)            | −4.9 (−20.5)             | 16.5 (−8.6)              | 30.8 (−0.7)              | 34.8 (1.6)               | 34.1 (1.2)               | 28.5 (−1.9)              | 12.6 (−10.8)             | −4.8 (−20.4)             | −13.8 (−25.4)            | 6.3 (−14.3)              |
| الحد الأدنى المتوسط °ف (°م)                          | −39.3 (−39.6)            | −41.2 (−40.7)            | −37.1 (−38.4)            | −24.5 (−31.4)            | −1.9 (−18.8)             | 23.5 (−4.7)              | 28.9 (−1.7)              | 27.5 (−2.5)              | 17.4 (−8.1)              | −8.4 (−22.4)             | −23.5 (−30.8)            | −33.2 (−36.2)            | −44.7 (−42.6)            |
| أدنى درجة حرارة °ف (°م)                              | −53 (−47)                | −56 (−49)                | −52 (−47)                | −42 (−41)                | −19 (−28)                | 4 (−16)                  | 22 (−6)                  | 20 (−7)                  | 1 (−17)                  | −32 (−36)                | −40 (−40)                | −55 (−48)                | −56 (−49)                |
| الهطول إنش (مم)                                      | 0.13 (3.3)               | 0.14 (3.6)               | 0.09 (2.3)               | 0.16 (4.1)               | 0.18 (4.6)               | 0.32 (8.1)               | 0.98 (25)                | 1.05 (27)                | 0.72 (18)                | 0.41 (10)                | 0.21 (5.3)               | 0.14 (3.6)               | 4.53 (115)               |
| متوسط تساقط الثلوج إنش (سم)                          | 2.6 (6.6)                | 2.6 (6.6)                | 2.1 (5.3)                | 3.2 (8.1)                | 2.7 (6.9)                | 0.7 (1.8)                | 0.2 (0.51)               | 0.9 (2.3)                | 4.4 (11)                 | 9.1 (23)                 | 5.7 (14)                 | 3.5 (8.9)                | 37.7 (96)                |
| متوسط أيام هطول الأمطار (≥ 0.01 بوصة أو 0.25 مليمتر) | 4.6                      | 4.6                      | 4.1                      | 5.1                      | 5.1                      | 5.8                      | 9.1                      | 11.5                     | 12.7                     | 12.2                     | 7.1                      | 5.7                      | 87.6                     |
| متوسط الأيام المثلجة (≥ 0.1 بوصة أو 0.25 سنتيمتر)    | 6.4                      | 6.4                      | 5.7                      | 7.7                      | 6.4                      | 1.7                      | 0.6                      | 2.3                      | 8.9                      | 15.6                     | 10.6                     | 8.2                      | 80.5                     |
| متوسط الرطوبة النسبية (%)                            | 72.7                     | 70.0                     | 70.9                     | 76.8                     | 87.0                     | 88.5                     | 87.9                     | 91.1                     | 90.6                     | 85.6                     | 79.4                     | 74.0                     | 81.2                     |
| المصدر: NOAA (relative humidity 1961–1990)           |                          |                          |                          |                          |                          |                          |                          |                          |                          |                          |                          |                          |                          |

## توأمة
لبارو (ألاسكا) اتفاقيات توأمة مع:
- أوشوايا

## أعلام
- برايان سوليفان

## وصلات خارجية
- www.utqiagvik.us
- Community Information